# Микитин Христина Богданівна
Христина Богданівна Микитин (нар. 5 січня 1991, Київ, УРСР, СРСР) — українська акторка театру і кіно, лавреатка премії «Київська пектораль» за найкраще виконання жіночої ролі (2016).

## Життєпис
Христина Микитин народилася 5 січня 1991 року в Києві. Закінчила у 2012 році Київський національний університет культури і мистецтв, майстерня Володимира Судьїна та Костянтина Дубініна.
У 2011 — 2013 роках — акторкою Центру мистецтв «Новий український театр».
З 2013 року — акторка Київського академічного театру юного глядача на Липках.

## Театр
| Рік  | Вистава                            | Автор                 | Режисер-постановник                | Роль             | Театр                   |
| ---- | ---------------------------------- | --------------------- | ---------------------------------- | ---------------- | ----------------------- |
| 2019 | «ВомбатМишаКіт»                    | Рут Парк              | Артур Артименьєв                   | Миша             | ТЮГ на Липках           |
| 2018 | «Місце для дракона»                | Юрій Винничук         | Олег Мельничук                     | Настасія         | ТЮГ на Липках           |
| 2017 | «Перевтілення»                     | Франц Кафка           | Олег Мельничук                     | Сестра           | ТЮГ на Липках           |
| 2017 | «Невидима з солодкого королівства» | Валерій Зимін         | Ольга Оноприюк                     | Принцеса         | ТЮГ на Липках           |
| 2017 | «Поліанна»                         | Елеонор Портер        | Віктор Гирич                       | Поліанна         | ТЮГ на Липках           |
| 2017 | «Місто»                            | Валер'ян Підмогильний | Артур Артименьєв                   | Зоська           | ТЮГ на Липках           |
| 2016 | «Жила собі Сироїжка»               | Валерій Зимін         | Дмитро Лобода                      | Маленький Маслюк | ТЮГ на Липках           |
| 2016 | «Де знайти ялинку?»                | Сергій Козлов         | Артур Артименьєв                   | Білочка          | ТЮГ на Липках           |
| 2016 | «Ти особливий»                     | Олена Несміян         | Олена Несміян                      | Чоловічки        | ТЮГ на Липках           |
| 2016 | «Мене прислав доктор Гоу»          | Вільям Гібсон         | Юрій Лізенгевич                    | Елен             | ТЮГ на Липках           |
| 2015 | «Ромео і Джульєтта»                | Вільям Шекспір        | Віктор Гирич                       | Джульєтта        | ТЮГ на Липках           |
| 2015 | «Всі миші люблять сир»             | Оксана Сенатович      | Ганна Бучок                        | Ружа             | ТЮГ на Липках           |
| 2014 | «Сон»                              | Тарас Шевченко        | Віктор Гирич                       | Сестри Тараса    | ТЮГ на Липках           |
| 2014 | «Ноєв ковчег»                      | Ульрих Губ            | Олександра Сенчук                  | 2-й пінгвін      | ТЮГ на Липках           |
| 2014 | «Пригоди Тома Сойєра»              | Марк Твен             | Костянтин Дубінін                  | Мері             | ТЮГ на Липках           |
| 2014 | «Наше містечко»                    | Торнтон Вайлдер       | Дмитро Богомазов                   | Ребека Гіббс     | ТЮГ на Липках           |
| 2013 | «Чарівна Пеппі»                    | Астрід Ліндґрен       | Віктор Гирич                       | мешканка міста   | ТЮГ на Липках           |
| 2013 | «Шиндай»                           | Ігор Афанасьєв        | Ігор Афанасьєв                     | Любаша           | ТЮГ на Липках           |
| 2013 | «Скляний звіринець»                | Теннессі Вільямса     | Тетяна Маринська та Олена Єлісєєва | Лаура            | Новий український театр |
| 2012 | «Карнавал гріхів»                  | Вільям Шекспір        | Віталій Кіно                       | Джульєтта        | Новий український театр |
| 2011 | «Зимова казка»                     | Віталій Кіно          | Віталій Кіно                       | Лисиця           | Новий український театр |

## Фільмографія
| Рік  |   | Українська назва     | Оригінальна назва         | Роль                       |
| ---- | - | -------------------- | ------------------------- | -------------------------- |
| 2019 | с | «Актор»              | рос. «Артист»             | епізодична роль            |
| 2018 | с | «Принцеса-жаба»      | рос. Принцесса-лягушка    | епізодична роль            |
| 2018 | с | «Тінь кохання»       | рос. Тень любви           | епізодична роль            |
| 2018 | с | «Пес-4»              | рос. Пёс-4                | епізодична роль            |
| 2017 | с | «Обручка з рубіном»  |                           | Зоряна                     |
| 2016 | с | «Центральна лікарня» | рос. Центральная больница | епізодична роль            |
| 2016 | с | «На лінії життя»     | рос. На линии жизни       | Марічка, наречена Ярослава |

## Нагороди та номінації
| Рік  | Премія               | Номінація                       | Вистава                                                                               | Результат |
| ---- | -------------------- | ------------------------------- | ------------------------------------------------------------------------------------- | --------- |
| 2016 | «Київська пектораль» | Найкраще виконання жіночої ролі | Елен, «Мене прислав доктор Гоу» (Київський академічний театр юного глядача на Липках) | Перемога  |